# Ermita de Santa Ana (Gandía)
La ermita de Santa Ana es un santuario ubicado en el barrio de Santa Ana de la localidad de Gandía. Declarada Bien Inmueble de Relevancia Local, por declaración genérica de la Generalitat Valenciana, con publicación en el DOGV el 18 de junio de 1998.
Es de titularidad de los padres Escolapios de Gandía. Se trata de un edificio construido en el siglo XIV, si bien a lo largo del tiempo ha disfrutado de varias reformas. Ante la fachada encontramos una explanada desde la cual se divisa una panorámica que finaliza en el horizonte marino y el cabo de San Antonio, pasando por la ciudad de Gandía, su huerta y la sierra de la Safor a la derecha. Además de la ermita, el pequeño monte de piedra calcárea donde se ubica cuenta con otros espacios como el Calvario o la ermita de Santa María Magdalena (ubicada en mitad del recorrido del Calvario aproximadamente) y algunas cuevas.

## Origen e historia
Existen fuentes que nos hablan ya de aspectos relacionados con la ermita en 1372, así como del 1380 encontramos referencias del pequeño cerro de “Sent Ana”; estas fechas han ayudado a realizar estimaciones en cuanto a su edificación, la cual se debió de producir entre los siglos XIV y XV. Es muy probable que la imagen de Santa Ana se elaborara alrededor del 1350. De hecho, el 1421 ya se constata documentalmente la tradición de hacer desfilar en procesión a la santa para solicitarle ayuda. Este ritual es el origen de la tradición de la ciudadanía de Gandía de pedir al Consejo municipal que trasladara la imagen de Santa Ana a la colegiata con el fin de pedir el fin de una sequía, epidemias, evitar inundaciones, plagas, etc. Esta se establecía en el centro de la ciudad hasta que la motivación de la bajada quedara resuelta, mientras otra imagen de san José se establecía a la ermita. Posteriormente se realizaba una fiesta para agradecerle los favores a la santa y finalmente volvía al santuario.
Así pues, en marzo del 1782 se dispuso una urna en la sede de Gandía con el fin de alojar la imagen de la santa para cuando bajara para cumplir algún cometido. Resulta interesante señalar que Santa Ana fue patrona de la ciudad hasta el año 1882, momento en que se decidió cambiar la tutela en favor de la Virgen María de los Desamparados para asemejarse en la ciudad de Valencia. Este hecho provocó la bajada de su devoción en la ciudad y repercutió económicamente también en la cría del gusano de seda, pues este sector tenía por protectora a la santa.
Por otro lado, la ermita también fue empleada con usos sanitarios, pues se estableció como espacio de confinamiento para enfermos de peste, cólera, lepra… desde el siglo XVI hasta algunos casos en el siglo XIX. De hecho, el barrio al cual pertenece la ermita también se denomina Nazaret debido a esa utilización de la ermita como lazareto tal como consta en un documento de los padres Escolapios de 1807. Es en este periodo cuando cambia la titularidad del espacio pues hasta el momento se había encontrado bajo la tutela de la propia ciudad. Ya en el 1581 la orden jesuítica habría intentado hacerse con la misma sin conseguirlo.
Aunque la ermita era de propiedad municipal, la administración de la ermita pasó a manos de los padres escolapios de las Escuelas Pías de Gandia en 1809 al igual que la explotación de las tierras ubicadas en los alrededores de esta, rentabilidad de las cuales fue menguando hasta que a finales del siglo XX fueron abandonadas. Hasta este momento (antes de 1809), la localidad nombraba a un ermitaño, que tenía por obligación habitar el edificio con su familia y acoger los devotos que fueron. Este elegía un administrador que se ocupara del cultivo de las tierras, del cobro de los arrendamientos y de la limosna, de la manutención del edificio y de los gastos en la fiesta de la santa.
Posteriormente el santuario quedó en estado prácticamente de abandono, sobre todo durante la guerra civil, momento en el cual los escolapios deciden destinar más recursos a la recuperación del colegio y de su iglesia en la ciudad, a pesar de que ya en 1943 la imagen vuelve a ser trasladada a la ermita y se continúa con la celebración de su festividad el 26 de julio. Si bien ya en democracia la ermita vuelve a manos del ayuntamiento debido a los cambios jurídicos, los escolapios siguen con su tarea desde que obtuvieron la titularidad. No será hasta el 1977 cuando empiezo su última remodelación; ayudados los escolapios por el ayuntamiento y donaciones, se acondiciona la ermita, se acomete la instalación de luz y de agua.

## Descripción

### El Calvario
El Calvario se corresponde con el camino de ascensión a la ermita, que fue edificado el 1925 junto con el descansillo que se encuentra durante el recorrido de este; aun así observamos como algunas de las estaciones se encuentran dispersas a lo largo del cerro fuera de este camino. Pasada la Guerra, los fieles lo reformaron y cubrieron los tejaditos de las casetas que albergan las estaciones del viacrucis. Arriba, en la explanada ante la ermita, se encuentran las últimas. Además, en la cueva del Beato, una de las numerosas que se encuentran en el cerro, no se han encontrado restos arqueológicos pero sí se ha constado la existencia de enterramientos, a pesar de que no se ha podido determinar su periodo debido en la falta de elementos que permitan determinarlo.
Hacia la mitad del Calvario encontramos la ermita de Santa María Magdalena, reconstruida el 1994, de tejado a dos aguas y planta rectangular, decorada en su entrada con dos azulejos, un escudo de la Orden Escolapia y una imagen de la propia Magdalena con Cristo resucitado. Se trata de una edificación remodelada puesto que previamente contamos con la existencia de una edificación construida antes de la Guerra Civil y destruida durante la contienda, y de otra previa a la edificación de la nueva el 1994.

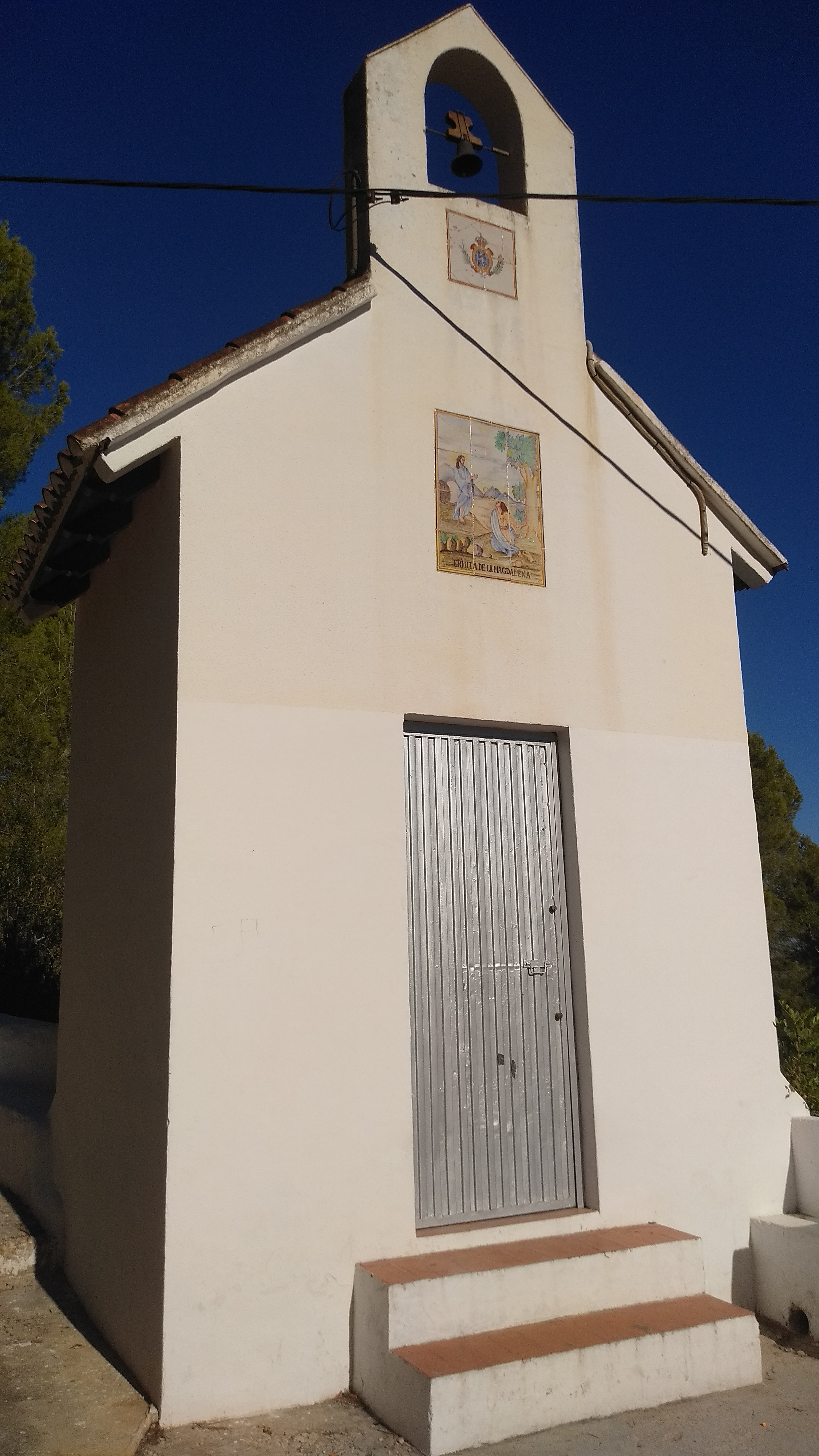
Ermita de María Magdalena

### La ermita
El edificio es de fábrica de baldosa y masonería con techo exterior a dos aguas. Conserva dos arcos de la primitiva ermita, edificada entre los siglos XIV y XV: el arco de acceso en su pared sur (detrás de la actual casa del ermitaño) y otro entre el presbiterio y el archivo. Estos arcos, apuntados y construidos en baldosa, contrastan con la reconstrucción barroca del siglo XVIII; tipológicamente nos recuerdan en las iglesias de la Reconquista, las cuales tenían por finalidad soportar un techo a dos aguas a la parte exterior mientras que el interior era plano y soportado por arcos que se dirigían directamente al suelo o a veces con una pequeña imposta. Con la reconstrucción del siglo XVIII, la primera ermita integraría solo la parte presbiterial, desde donde perpendicularmente nace la actual nave que mira hacia la ciudad. La documentación señala que tanto las bolas de piedra y la cruz (la cual no es el actual) como el muro de la plaza fueron realizados el 1757.
Adosado al muro meridional se ubica la vivienda del ermitaño, la cual posee una entrada bajo de un arco de medio punto sobre el que se abre una ventana de una manera parecida al modo en que se reproduce en la fachada de la ermita con el balcón. Se trata de una pequeña edificación de dos plantas, la cual tiene la cocina, el comedor y la salita de estar en la planta baja,y las habitaciones y el baño en la planta superior. En la escala que da acceso a esta planta encontraremos unos característicos azulejos de estilo valenciano con elementos florales.

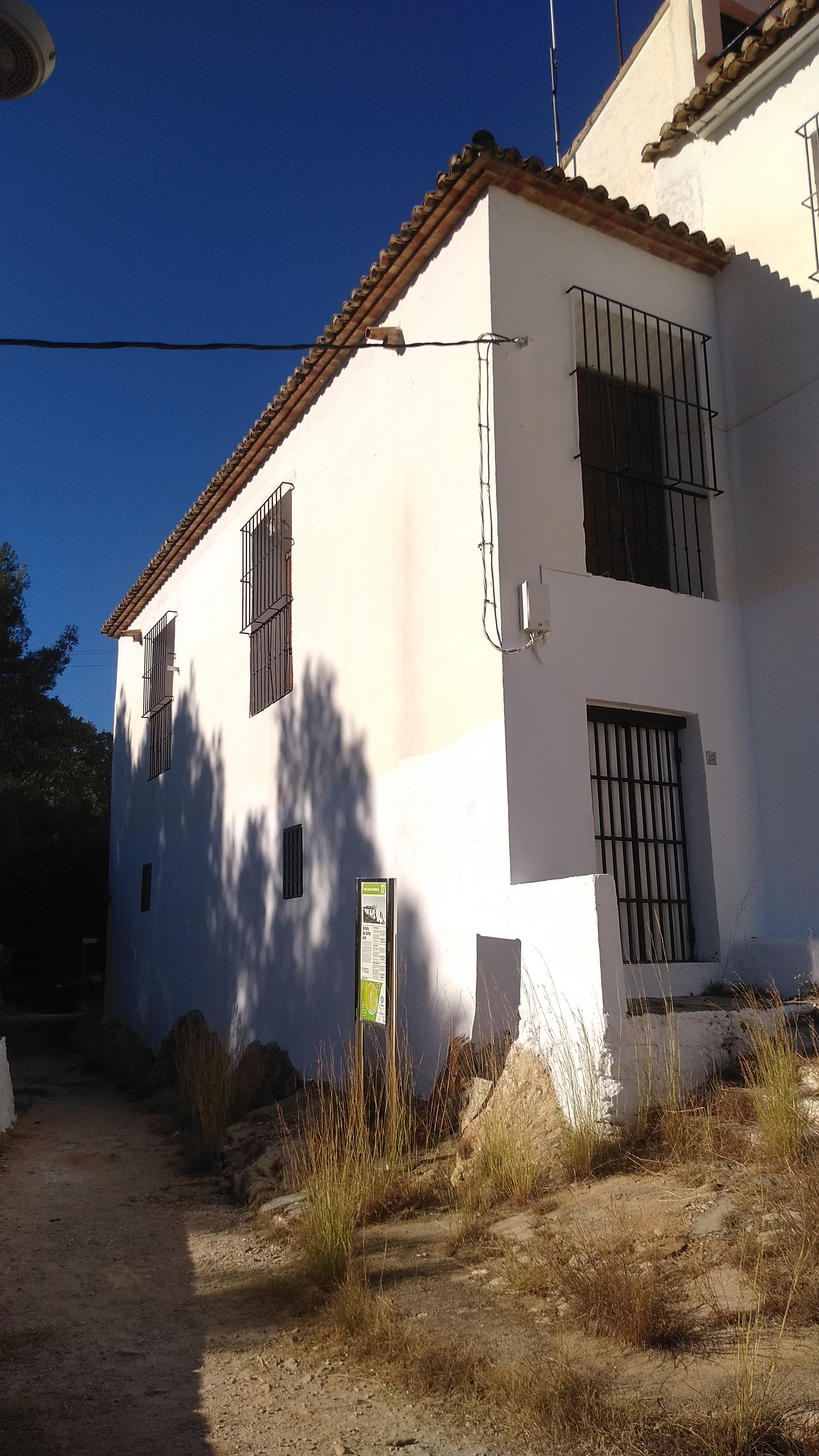
Vivienda del ermitaño

En el muro septentrional del edificio se aprecian los contrafuertes que soportan las cargas del edificio, así como un patio accesible desde fuera. Bajo de este existe un pozo que se adentra al aljibe y en una cisterna que antiguamente recogía el agua de las precipitaciones del tejado gracias a un sistema de canalización. Detrás del patio encontramos una estancia que en la actualidad se utiliza como archivo, y detrás de este un almacén.
La fachada quedó restaurada el 1982, en la cual encontramos un conjunto de molduras decoradas con dentículos que realizan una función transitoria entre la parte superior curvilínea de la fachada y la parte inferior desornamentada y llanura de la misma, donde tan sueltos encontramos el escudo de la Orden de las Escuelas Pías añadido en las primeras décadas del siglo XIX. La espadaña se encuentra formada por un frontón mixtilíneo partido en el cual destacan las dos pilastras dóricas de su parte superior. Al subir la escalinata se accede al atrio atravesando un arco de medio punto sobre el cual se edifica un balcón. Estos elementos carecen de adorno, aspecto que potencia esa sobriedad constructiva, mientras que la verticalidad queda más remarcada todavía por las dos casetas que protegen las estaciones situadas a cada lado de la entrada.
Atravesado el arco se accede al atrio, accesible desde el exterior, ligeramente elevado respecto al suelo y cubierto por un techo plano bajo el coro. Pasando este accedemos en el edificio, una única nave cubierta por tres arcos de medio punto con lunetos que conforman tres tramos, bajo de los cuales se articulan arcos fajones que ayudan a descargar el peso. La cornisa presenta un ritmo ondulante centrado en enmarcar tanto el inicio de los arcos fajones como el del arco triunfal, decorada con molduras con dentículos; sin capiteles, una cornisa bajo del anterior realiza la tarea que harían los primeros. Los pequeños espacios que se forman bajo de los arcos formeros se han utilizado para colocar imágenes como lo harían en las capillas de las iglesias. Otro aspecto interesante son las pequeñas irregularidades inapreciables en las distancias de los tramos pero que demuestran los disparos populares de la obra y de su maestro de obras. Entre el primer tramo y el segundo, tocando el pilar izquierdo, tenemos la trona, a la cual se accede a través de una escala y la planta de la cual es poligonal.
El zócalo de la nave y la sacristía quedan adornados por azulejos valencianos del siglo XVIII, que muestran en la parte superior una greca y la resta elementos vegetales en disposición circular y rodeados por motivo geometrizantes; predominan el verde y el ocre enmarcados por una línea estrecha de manganeso. El presbiterio, de planta rectangular, se encuentra abovedado. Tanto el pavimento como los escalones se encuentran decorados por azulejos donde se muestran cestas con frutos donde predominan los colores ocres y verdes como en el zócalo, mientras que el retablo neoclásico de escayola imita los mármoles de colores. Detrás de este espacio encontramos la sacristía rectangular, la decoración de la cual continúa siendo pareciendo a la de la nave y del presbiterio, a pesar de que ahora encontramos al zócalo símbolos alegóricos eucarísticos como la viña, las espigas de trigo, la custodia o algunos milagros.
Como ya se ha mencionado antes, al archivo –que contiene documentos en valenciano y una hemeroteca– se accede desde el presbiterio mientras que de la sacristía se puede pasar al almacén, donde originariamente se alojaban los animales que trabajaban en las tierras de la ermita. El acceso exterior en este espacio fue cegado y se abrió uno nuevo desde la sacristía. El coro se encuentra situado en el primer piso sobre el atrio, lugar al que tan solo se puede acceder desde las dependencias del ermitaño debido a que la escala empleada para subir a las habitaciones se la misma que se utiliza para acceder en este espacio.

### Arte mueble de la ermita
Debido a la guerra y a la escasa seguridad con la que contó la ermita durante largas etapas del siglo XX, gran parte del patrimonio mueble original ha desaparecido, hecho que ha motivado la importación de nuevas obras. A pesar de esto, resulta curioso como la imagen de la santa titular ha sido capaz de soportar estos embates y en la actualidad se conserva la original, probablemente la escultura más antigua de la santa conservada en la comarca. Muestra la composición típica de las estatuillas tradicionales del siglo XIV que refleja esa característica influencia italo-gótica del momento con parecidos con otras imágenes provenientes de la zona de Lleida. Se trata de una imagen poco cargada y, seguramente, de talla local, en la cual observamos a la santa como de trono la Virgen María, situada esta se encuentra sobre su brazo izquierdo. Viste un traje morado y el manto que le cubre el jefe muestra su condición de casada; los trajes de las dos representadas quedan decorados con granadas doradas elaboradas a partir de la técnica del gofrado. La Virgen María sostiene un libro cerrado mientras que la santa sostiene un pequeño orbe azul en la mano donde no soporta a la Virgen María. La obra situada en la ermita es una réplica, pues por cuestiones de seguridad, la original se encuentra a las Escuelas Pías de la ciudad.
Sobre la puerta ubicada a la parte derecha del presbiterio y que nos guía hacia el archivo contamos con un tondo (obra con un marco circular normalmente) renacentista al óleo de Nicolau Borràs realizado entre 1580 y el 1590. Aparece la Virgen María sosteniendo a Jesús con el brazo derecho, los cuales quedan rodeados por un conjunto de nubes que dotan a la escena de un carácter místico y celestial; el Niño dirige la mano derecha hacia el cielo mientras que con la izquierda empuña un ramo de flores. Técnicamente observamos una interesante riqueza cromática donde el predominio del modelado y del dibujo son evidentes.
Otra obra interesante es una cruz de madera proveniente del antiguo hospital de San Roque de Gandia en la cual se escenifica a Cristo crucificado con su madre al óleo. También contamos con la imagen pintada al óleo de Santa Rita situada arriba la puerta de acceso a la vivienda del ermitaño desde el interior del edificio. Destaca también la estatua de la Virgen María de los Desamparados, la cual cuenta con un largo historial de traslados por varios motivos, y la imagen de San José de Calasanz, que se encuentra vestido como fundador de una orden religiosa. Finalmente contamos con la copa de una llanta de plata decorada de la época junto al retablo, mientras que la otra se una réplica.
En la ermita de Santa María Magdalena encontramos un retablo de madera con su imagen, la cual se encuentra ligeramente flexionada en posición de oración mientras lleva una cruz y un cráneo de igual manera que la que se encontraba en la primera edificación derrocada.

### Festividades
Si bien es cierto que tradiciones como la bajada de la santa para pedirle favores se han perdido, hay otras que se han recuperado. Una de estas es el tradicional recorrido que se realiza tanto miércoles como viernes de Cuaresma desde el Calvario hacia el edificio, así como la recuperación del Canto de Sibila desde el año 1982, el cual se realiza la noche del Nacimiento durante la conocida como misa del gallo, un canto religioso que emplea los textos de un brevario de 1553 de la Sede de Valencia; se trata de una representación que se realizaba ya en el siglo XIV hasta que fue prohibida al Concilio de Trento. Otras representaciones son el Viacrucis Viviente escenificado por parte de los vecinos del barrio, así como la petición por parte de las embarazadas a la santa para que su parto sea fácil; para que así sea, estas tienen que encender un cirio durante el mismo.
Por otro lado, un ritual perdido es el que se realizaba como patrona del crecimiento del gusano de seda: se bendecían los huevos del insecto el primer viernes de marzo –días antes de su eclosión– mientras se realizaba una oración, en la cual los fieles realizaban donativos también para que tal emprendida pudiera llevarse a cabo.
Además de las ya mencionadas celebraciones a la Navidad y en la Semana Santa y las misas dominicales, el 25 de julio se baja en procesión la imagen de la santa a la iglesia de Santa Ana y al día siguiente, después de una misa solemne, se vuelve a subir a su lugar habitual, todo esto en el marco de las fiestas patronales del barrio.